# Campanya de la Vall d'Aran (1649-50)
La Campanya de la Vall d'Aran de 1649 i 1650 fou un dels fets d'armes de la Guerra dels Segadors.

## Antecedents
El novembre de 1649, les forces hispàniques provinents d'Aragó donaven un cop de mà i capturaven Castell-lleó i Arties, però la conquesta de Salardú acabà però amb la derrota dels assaltants i el Consell General d'Aran demanava ajut a la Generalitat de Catalunya per lluitar contra el capità francès instal·lat a València d'Àneu. L'any següent el 1650 les forces franceses intentaven reconquerir tota la Vall d'Aran.

## L'intent de reconquesta francès
L'abril de 1650 els francesos aplegaren les seves forces i iniciaren la invasió de la Vall d'Aran. Les seves forces, comandades pel Senyor de Nestier i pel Mariscal de Mérenville, estaven formades per 2.800 homes dels regiments de La Reine, Anjou, Guyenne, Candale, Gesvres (550 homes), Auvergne (250 homes) i Mostarós (català i amb 300 homes) i 200 cavalls del regiment de Mercoeur, i 2 canons de setge de 24 lliures. El 1r de maig ja havien conquerit Viella i el 4 posaven setge a Castell-Lleó. Allí hi havia una companyia del terç de Saragossa de Pedro Estevan formada per 120 homes, la del capità Luís Espluga que al mateix temps era governador del castell.

## Reacció hispànica
L'onze de maig Francisco de Tutavilla tingué notícia de la invasió de la Vall i del setge de Castell-Lleó. Les tropes hispàniques a l'Aragó foren reunides. El regiment alemany del Baró de Seebach, el de la guardia, el terç aragonès de Francisco de Sada i el terç de Pedro Estevan amb 1.100 homes junt amb 3 companyies de cavalleria de la guardia amb 120 genets (Companyia d'arcabussers del capità Diego de Idíaquez, la del capità), almenys 3 companyies de cavalleria més (capitans Luís Francés,Raimundo Compan, Francisco Iudice, Francisco Lapuerta i Francisco Fernández - encara que 2 d'elles podrien ser de guàrdies), 100 aranesos i 300 veïns de Benasc foren reunits per socórrer la plaça. El dia 24 les tropes reunides arribaven a La Vall des de Benasc, sota les ordres de Francisco de Tutavilla.

## La batalla de l'illa del riu Garona
Un cop allí Tutavilla va enviar exploradors per conèixer les posicions franceses. El dia 25 es produí ja l'envestida hispànica. Les tropes franceses estaven disposades a una muntanya al costat de Castell-Lleó i a la vall del riu Garona.
El regiment de Candale que va plantar cara als hispànics patí unes 300 baixes, la majoria presoners. La resta de tropes es desbandaren. Un canó fou també capturat pels hispànics.